# New In Chess Classic
El New in Chess Classic fue un torneo de ajedrez rápido en línea, que se desarrolló del 24 de abril al 2 de mayo de 2021. Fue el quinto torneo del Champions Chess Tour 2021.  El campeón del mundo Magnus Carlsen resultó ganador del torneo.

## Transmisión
El torneo se retransmitió gratuitamente en Chess24.com y se comentó en varios idiomas.

## Premios
El torneo otorgó un premio en metálico de US $ 100.000, de los cuales el ganador obtuvo US $ 30.000.

## Asistentes
A este torneo clasificaron los primeros ocho jugadores en la clasificación del tour. Maxime Vachier-Lagrave, Yan Nepómniashchi y Anish Giri se clasificaron para el New In Chess Classic a través de la calificación del Tour, sin embargo, no participaron por estar clasificados para el Torneo de Candidatos. Estas plazas lo completan nueve jugadores que recibieron una invitación. Rameshbabu Praggnanandhaa clasificó tras ganar el primer evento del Julius Baer Challengers Chess Tour, the Polgar Challenge. Alireza Firouzja fue elegido por los miembros Premium de chess.com para participar en el torneo.
| N.º | Apellido                       | Calificación Elo Clásico (abril de 2021) | Ranking mundial Clásico (abril de 2021) | Calificación Elo Rápido (Abril de 2021) | Ranking mundial Rápido (Abril de 2021) |
| --- | ------------------------------ | ---------------------------------------- | --------------------------------------- | --------------------------------------- | -------------------------------------- |
| 1   | Magnus Carlsen                 | 2847                                     | 1                                       | 2881                                    | 1                                      |
| 2   | Hikaru Nakamura                | 2736                                     | 18                                      | 2829                                    | 4                                      |
| 3   | Leinier Domínguez *            | 2758                                     | 14                                      | 2786                                    | 6                                      |
| 4   | Levon Aronian                  | 2781                                     | 5                                       | 2778                                    | 9                                      |
| 5   | Jan-Krzysztof Duda *           | 2729                                     | 22                                      | 2774                                    | 10                                     |
| 6   | Shakhriyar Mamedyarov *        | 2770                                     | 9                                       | 2761                                    | 13                                     |
| 7   | Teimour Radjabov               | 2765                                     | 10                                      | 2758                                    | 14                                     |
| 8   | Lê Quang Liêm *                | 2709                                     | 30                                      | 2744                                    | 19                                     |
| 9   | Wesley así                     | 2770                                     | 8                                       | 2741                                    | 21                                     |
| 10  | Sergei Karjakin *              | 2757                                     | 16                                      | 2709                                    | 31                                     |
| 11  | Alireza Firouzja               | 2759                                     | 13                                      | 2703                                    | 34                                     |
| 12  | Vidit Gujrathi *               | 2726                                     | 23                                      | 2636                                    | ?                                      |
| 13  | Gawain Jones *                 | 2670                                     | 69                                      | 2615                                    | ?                                      |
| 14  | Aryan Tari *                   | 2639                                     | 120                                     | 2531                                    | ?                                      |
| 15  | Johan-Sebastian Christiansen * | 2618                                     | 176                                     | 2521                                    | ?                                      |
| 16  | Rameshbabu Praggnanandhaa      | 2608                                     | 207                                     | 1781                                    | ?                                      |

* Jugadores que ingresaron al torneo por invitación.

## Resultados

### Ronda preliminar
Esta ronda se desarrolló del 24 al 26 de abril de 2021.
|    | Asistentes                   | ELO  | 01 | 02 | 03 | 04 | 05 | 06 | 07 | 08 | 09 | 10 | 11 | 12 | 13 | 14 | 15 | 16 | Puntos |
| -- | ---------------------------- | ---- | -- | -- | -- | -- | -- | -- | -- | -- | -- | -- | -- | -- | -- | -- | -- | -- | ------ |
| 01 | Magnus Carlsen               | 2881 | -  | ½  | ½  | ½  | ½  | 1  | 1  | ½  | 1  | 1  | ½  | ½  | 1  | ½  | 1  | ½  | 10½    |
| 02 | Hikaru Nakamura              | 2829 | ½  | -  | 1  | ½  | ½  | ½  | ½  | ½  | ½  | 1  | ½  | ½  | ½  | ½  | 1  | 1  | 9½     |
| 03 | Shakhriyar Mamedyarov        | 2786 | ½  | 0  | -  | 0  | ½  | 1  | 0  | ½  | 1  | 1  | 1  | ½  | 1  | 1  | ½  | 1  | 9½     |
| 04 | Wesley So                    | 2778 | ½  | ½  | 1  | -  | ½  | 0  | ½  | ½  | ½  | 1  | 1  | 1  | 0  | 1  | 0  | 1  | 9      |
| 05 | Levon Aronian                | 2774 | ½  | ½  | ½  | ½  | -  | 0  | 1  | ½  | ½  | ½  | ½  | 1  | 1  | ½  | 1  | ½  | 9      |
| 06 | Alireza Firouzja             | 2761 | 0  | ½  | 0  | 1  | 1  | -  | ½  | ½  | 1  | 0  | ½  | ½  | 0  | 1  | 1  | 1  | 8½     |
| 07 | Lê Quang Liêm                | 2758 | 0  | ½  | 1  | ½  | 0  | ½  | -  | ½  | ½  | ½  | 1  | 1  | 0  | ½  | 1  | 1  | 8½     |
| 08 | Teimour Radjabov             | 2744 | ½  | ½  | ½  | ½  | ½  | ½  | ½  | -  | ½  | 1  | ½  | 0  | ½  | ½  | 1  | 1  | 8½     |
| 09 | Leinier Dominguez            | 2741 | 0  | ½  | 0  | ½  | ½  | 0  | ½  | ½  | -  | 1  | ½  | 1  | ½  | ½  | 1  | 1  | 8      |
| 10 | Aryan Tari                   | 2709 | 0  | 0  | 0  | 0  | ½  | 1  | ½  | 0  | 0  | -  | ½  | 1  | 1  | 1  | ½  | 1  | 7      |
| 11 | Vidit Gujrathi               | 2703 | ½  | ½  | 0  | 0  | ½  | ½  | 0  | ½  | ½  | ½  | -  | ½  | 1  | 0  | 1  | 1  | 7      |
| 12 | Rameshbabu Praggnanandhaa    | 2636 | ½  | ½  | ½  | 0  | 0  | ½  | 0  | 1  | 0  | 0  | ½  | -  | 1  | 1  | ½  | 1  | 7      |
| 13 | Jan-Krzysztof Duda           | 2615 | 0  | ½  | 0  | 1  | 0  | 1  | 1  | ½  | ½  | 0  | 0  | 0  | -  | ½  | 1  | 1  | 7      |
| 14 | Sergei Karjakin              | 2531 | ½  | ½  | 0  | 0  | ½  | 0  | ½  | ½  | ½  | 0  | 1  | 0  | ½  | -  | 1  | 1  | 6½     |
| 15 | Gawain Jones                 | 2521 | 0  | 0  | ½  | 1  | 0  | 0  | 0  | 0  | 0  | ½  | 0  | ½  | 0  | 0  | -  | ½  | 3      |
| 16 | Johan-Sebastian Christiansen | 1781 | ½  | 0  | 0  | 0  | ½  | 0  | 0  | 0  | 0  | 0  | 0  | 0  | 0  | 0  | ½  | -  | 1½     |

A cuartos de final clasificaron los 8 primeros jugadores. En caso de empate, un sistema de evaluación decidió el orden.

### Eliminatorias
Los play-offs se desarrollaron el 27 de abril al 2 de mayo de 2021.
|    | Cuartos de final (27-28 de abril) | Cuartos de final (27-28 de abril) | Cuartos de final (27-28 de abril) | Cuartos de final (27-28 de abril) | Cuartos de final (27-28 de abril) |                       |    | Semifinales (29-30 de abril) | Semifinales (29-30 de abril) | Semifinales (29-30 de abril) | Semifinales (29-30 de abril) | Semifinales (29-30 de abril) | Final (1 al 2 de mayo)   | Final (1 al 2 de mayo)   | Finale                   | Finale                | Finale | Finale | Finale |
|    |                                   |                                   |                                   |                                   |                                   |                       |    |                              |                              |                              |                              |                              |                          |                          |                          |                       |        |        |        |
| 01 | Magnus Carlsen                    | 2                                 | 2½                                | -                                 |                                   |                       |    |                              |                              |                              |                              |                              |                          |                          |                          |                       |        |        |        |
| 08 | Teimour Radjabov                  | 2                                 | 1½                                | -                                 |                                   |                       |    |                              |                              |                              |                              |                              |                          |                          |                          |                       |        |        |        |
|    | Teimour Radjabov                  | 2                                 | 1½                                | -                                 | VF1                               | Magnus Carlsen        | 2  | 3                            | -                            |                              |                              |                              |                          |                          |                          |                       |        |        |        |
|    |                                   |                                   |                                   |                                   |                                   | Magnus Carlsen        | 2  | 3                            | -                            |                              |                              |                              |                          |                          |                          |                       |        |        |        |
|    | VF2                               | Levon Aronian                     | 2                                 | 1                                 | -                                 |                       |    |                              |                              |                              |                              |                              |                          |                          |                          |                       |        |        |        |
| 05 | VF2                               | Levon Aronian                     | 2                                 | 1                                 | -                                 | Levon Aronian         | 3  | 2                            | -                            |                              |                              |                              |                          |                          |                          |                       |        |        |        |
|    |                                   |                                   |                                   |                                   |                                   | Levon Aronian         | 3  | 2                            | -                            |                              |                              |                              |                          |                          |                          |                       |        |        |        |
| 04 | Wesley So                         | 1                                 | 1                                 | -                                 |                                   |                       |    |                              |                              |                              |                              |                              |                          |                          |                          |                       |        |        |        |
|    |                                   |                                   |                                   |                                   |                                   |                       |    |                              |                              |                              |                              |                              |                          | HF1                      | Magnus Carlsen           | 3                     | 2      | -      |        |
|    |                                   | HF2                               | Hikaru Nakamura                   | 1                                 | 2                                 | -                     |    |                              |                              |                              |                              |                              |                          |                          |                          |                       |        |        |        |
| 03 | Shakhriyar Mamedyarov             | 3                                 | 2½                                | -                                 |                                   |                       |    |                              |                              |                              |                              |                              |                          |                          |                          |                       |        |        |        |
| 06 | Alireza Firouzja                  | 1                                 | 1½                                | -                                 |                                   |                       |    |                              |                              |                              |                              |                              |                          |                          |                          |                       |        |        |        |
|    | Alireza Firouzja                  | 1                                 | 1½                                | -                                 | VF3                               | Shakhriyar Mamedyarov | 1  | 3                            | 1                            |                              |                              |                              |                          |                          |                          |                       |        |        |        |
|    |                                   |                                   |                                   |                                   |                                   | Shakhriyar Mamedyarov | 1  | 3                            | 1                            |                              |                              |                              |                          |                          |                          |                       |        |        |        |
|    | VF4                               | Hikaru Nakamura *                 | 3                                 | 0                                 | 2                                 |                       |    |                              | Partido por el 3er lugar     | Partido por el 3er lugar     | Partido por el 3er lugar     | Partido por el 3er lugar     | Partido por el 3er lugar | Partido por el 3er lugar | Partido por el 3er lugar |                       |        |        |        |
| 07 | VF4                               | Hikaru Nakamura *                 | 3                                 | 0                                 | 2                                 | Lê Quang Liêm         | 1½ | 1                            | Partido por el 3er lugar     | Partido por el 3er lugar     | Partido por el 3er lugar     | Partido por el 3er lugar     | Partido por el 3er lugar | Partido por el 3er lugar | Partido por el 3er lugar | -                     |        |        |        |
|    |                                   |                                   |                                   |                                   |                                   | Lê Quang Liêm         | 1½ | 1                            |                              |                              |                              |                              |                          |                          |                          | -                     |        |        |        |
| 02 | Hikaru Nakamura                   | 2½                                | 2                                 | -                                 |                                   |                       |    |                              |                              |                              |                              |                              |                          |                          | HF1                      | Levon Aronian         | 2      | ½      | -      |
|    |                                   |                                   |                                   |                                   |                                   |                       |    |                              |                              |                              |                              |                              |                          |                          | HF2                      | Shakhriyar Mamedyarov | 2      | 2½     | -      |

* Jugadores que se clasificaron por el sistema de desempate..

## Enlaces web
- Sitio web oficial del Champions Chess Tour 2021

- Datos: Q106593959